# Cooraclare

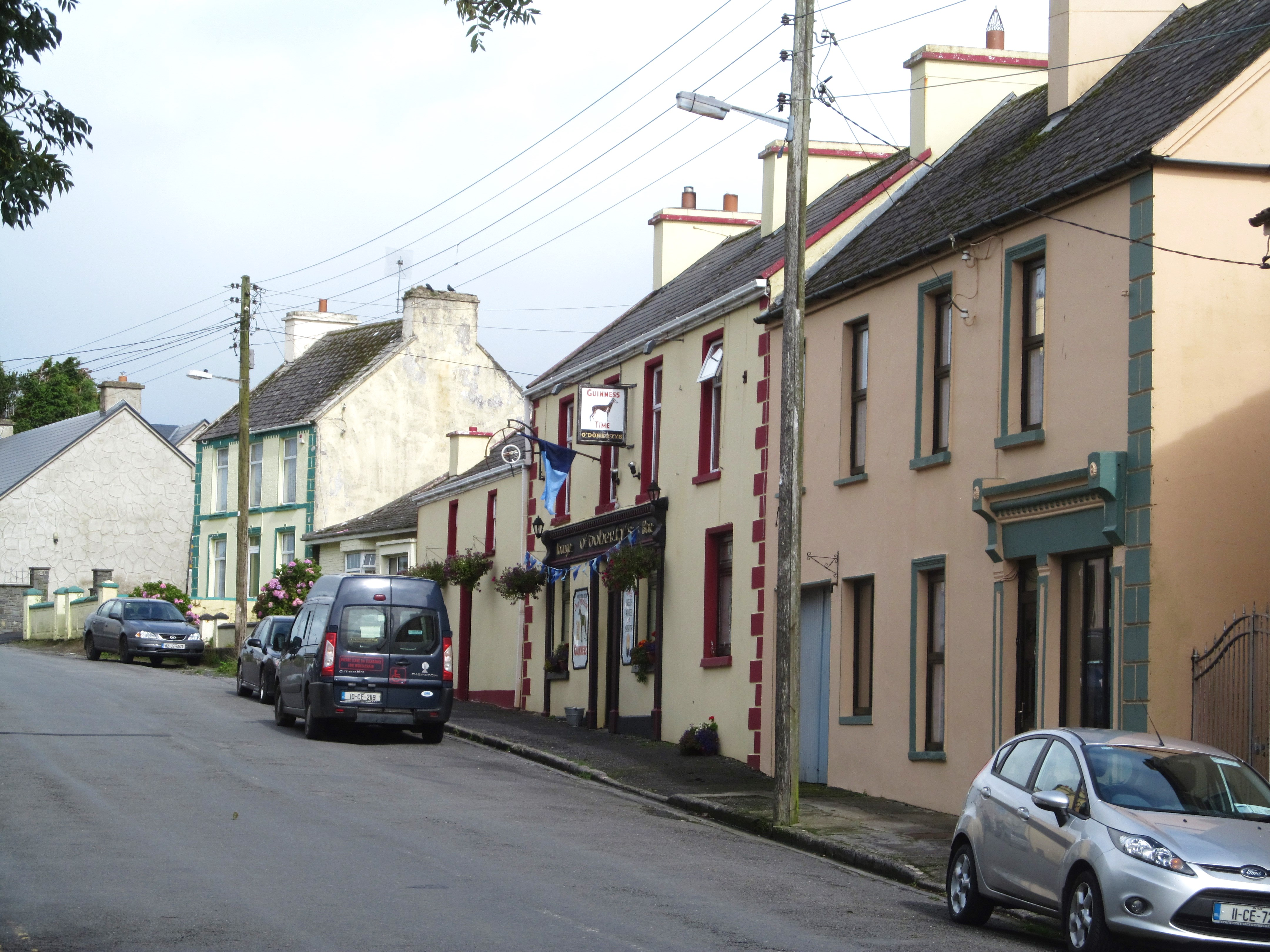
Main Street, o carrer principal de Cooraclare

Cooraclare (Irlandès: Cuar an Chláir, o 'el final de la plana') és un poble d'Irlanda en el comtat de Clare, a 10 quilòmetres del poble de Kilrush. Dins de la parròquia homònima de Cooraclare, en la diòcesi de Killaloe. Va néixer de la fusió de dos pobles el 1848, Kilminihil i Cree. Es troba a la riba del riu Doonbeg.
Cooraclare ha guanyat el Clare Senior Football Championship de futbol gaèlic els anys 1915, 1917, 1918, 1925, 1944, 1956, 1964, 1965, 1986 i 1997, i organitza anualment des del 1979 el Festival Rose of Clare.